# 50 groszy wzór 1986
50 groszy wzór 1986 – moneta pięćdziesięciogroszowa, wprowadzona do obiegu jako kontynuacja monety pięćdziesięciogroszowej wzór 1957, a więc na podstawie zarządzenia z 11 czerwca 1957 r. (M.P. z 1957 r. nr 51, poz. 324), wycofana z dniem denominacji z 1 stycznia 1995 roku, rozporządzeniem prezesa Narodowego Banku Polskiego z dnia 18 listopada 1994 (M.P. z 1994 r. nr 61, poz. 541).
Pięćdziesięciogroszówkę wzór 1986 bito w latach 1986 i 1987.

## Awers
W centralnym punkcie umieszczono godło – orła bez korony, poniżej rok bicia, pod łapą orła znak mennicy w Warszawie, dookoła napis „POLSKA RZECZPOSPOLITA LUDOWA”.

## Rewers
Na tej stronie monety znajdują się cyfry „50", poniżej napis „GROSZY” wygięty w formę łuku, pod spodem, również w formie łuku, gałązka laurowa przepasana wstążką.

## Nakład
Monetę bito w alupolonie, na krążkach o średnicy 23 mm, o masie 1,6 grama, z rantem ząbkowanym, w mennicy w Warszawie. Projektantami byli:
- Stanisława Wątróbska-Frindt (awers) oraz
- Josef Koreň i Anton Hám (rewers).

Nakłady poszczególnych latach przedstawiały się następująco:
| Rocznik        | Znak mennicy | Nakład (sztuk) | Uwagi                                                           |
| -------------- | ------------ | -------------- | --------------------------------------------------------------- |
| 50 groszy 1986 | MW           | 45 796 000     | istnieją monety wybite stemplem lustrzanym1 (nakład 5000 sztuk) |
| 50 groszy 1987 | MW           | 21 257 000     | istnieją monety wybite stemplem lustrzanym (nakład 5000 sztuk)  |

gdzie: 1 – bicia stemplem lustrzanym wykonano w Mennicy Państwowej na początku lat 90. XX w. w ramach emisji zestawów rocznikowych monet PRL z lat 1979, 1980, 1981, 1982, 1986, 1987, 1988, 1989, 1990

## Opis
Rewers, średnica i masa były identyczne z tymi dla monety pięćdziesięciogroszowej wzór 1957, a zmianie uległ jedynie awers monety.

## Wersje próbne
Istnieje wersja tej monety należąca do serii próbnej w niklu (roku 1986) z wypukłym napisem „PRÓBA”, wybita w nakładzie 500 sztuk.